# Grabauornis lingyuanensis
Grabauornis lingyuanensis (Грабауорніс) — вид викопних енанціорносових птахів, що мешкав в крейдяному періоді. Викопні рештки знайшли у пластах формації Їсян у провінції Ляонін, Китай в 2014 році.

## Назва
Рід Grabauornis названий на честь Амадеуса Грабау, американського геолога,  засновника китайської геології. Назва виду походить від міста Ліньюан, поблизу якого знайдено рештки птаха.